# Краснокрылый канюк
Краснокрылый канюк (лат. Butastur liventer) — вид хищных птиц из семейства ястребиных (Accipitridae). Подвидов не выделяют.

## Описание
Длина тела 35—41 см. Вес 336—340 г. Размах крыльев 84—91 см. Окрас серо-коричневый. Крылья длинные и рыжие. Самка крупнее самца.
Издают крик пит-пиу.
Питаются ящерицами, мелкими млекопитающими и крупными насекомыми, а также змеями, лягушками и крабами. В кладке 2—3 яйца.

## Распространение
Обитают в Мьянме, Южном Китае, на юге Индокитая, на Яве и Сулавеси. Сообщения с юго-востока Калимантана и старое сообщение с Тимора сомнительны.